# Athens Kallithea FC
Kallithea FC é um clube de futebol grego, sediado em Kallithea, Grécia.

## História
O clube foi fundado em 1966, esteve na primeira divisão grega, na temporada 2008-2009 porém, sofreu o rebaixamento na segunda divisão, e hoje milita na segunda divisão.

## Títulos
- 3.ª Divisão:

1976, 1993, 2010